# Sin After Sin
| Оценки критиков | Оценки критиков |
| Источник        | Оценка |
| --------------- | --- |
| Allmusic        | [ 4 ] |
| Metal Storm     | 8 из 10 звёзд · 8 из 10 звёзд · 8 из 10 звёзд · 8 из 10 звёзд · 8 из 10 звёзд · 8 из 10 звёзд · 8 из 10 звёзд · 8 из 10 звёзд · 8 из 10 звёзд · 8 из 10 звёзд |

Sin After Sin (с англ. — «Грех за грехом») — третий студийный альбом британской рок-группы Judas Priest, выпущенный 23 апреля 1977 года. Дебют группы на мейджор-лейбле. Он был спродюсирован басистом Deep Purple Роджером Гловером, их единственный альбом с участием барабанщика Саймона Филлипса, студийного музыканта, который заменил ударника Алана Мура во время его записи.

## История
После того как отношения группы с Gull Records, выпустившей первые два альбома группы, наконец закончились (в результате судебного процесса музыкантам пришлось пожертвовать всеми правами на первые два альбома и демозаписи, однако как отметил Роб Хэлфорд, «то было абсолютное благословение Божие»), Judas Priest подписали, благодаря Полу Аткинсону контракт с Columbia Records. Компания выдала группе аванс в 60 000 фунтов стерлингов и порекомендовала в качестве продюсера Роджера Гловера. Однако у продюсера и группы отношения поначалу складывались не очень хорошо. Гловер упрекал их в недостаточном профессионализме, а музыканты, похоже решили сделать всё без продюсера.

…они (Judas Priest) недостаточно профессионально вели себя в студии. Как Кен, так и Глен вели себя слишком энергично, словно находились на сцене. Настоящие профессионалы держатся в студии более рационально.
Однако в конце концов всё наладилось. Группа рассталась со своим прежним барабанщиком Аланом Муром и пригласила впоследствии ставшего весьма известным сессионным барабанщиком Саймона Филлипса, которому на тот момент было всего 19 лет.
Альбом был записан за три месяца: с января — март 1977 года в Ramport Studios и получился, не без участия Роджера Гловера, несколько более «мягким», нежели предыдущий альбом группы. Так, по настоянию продюсера, вместо планируемой к выпуску в альбоме кавер-версии песни Race with the Devil (впоследствии в 2001 году вышла в переиздании альбома на CD), в альбом была включена хард-роковая версия известной баллады Джоан Баэз Diamonds & Rust.
Альбом достиг достаточного успеха и вывел группу на новый профессиональный уровень. Роб Хэлфорд, например, отметил, что его стиль пения, принесший ему успех, окончательно сложился именно в этом альбоме.
Sin After Sin стал хронологически первым альбомом Judas Priest, который достиг «золотого» статуса по оценке RIAA; альбом занял № 23 место в чартах Великобритании и № 49 в Швеции.
Конверт альбома оформлял выпускник Королевского колледжа искусств Боб Карлос-Кларк. Обложка альбома стала последней, на которой логотип группы был написан готическими буквами.
Название было взято по строкам песни Genocide из предыдущего альбома группы Sad Wings of Destiny:
За мною тянутся грех за грехом, 
 Но раны, которые я терплю, это раны любви.
Оригинальный текст (англ.)Sin after sin I have endured, 
 Yet the wounds I bear are the wounds of love.

## Значение
В марте 2024 года американский онлайн-ресурс Loudwire опубликовал обновлённый рейтинг дискографии группы из 19 студийных альбомов и разместил этот диск в нём на восьмом месте.

## Список композиций
| №  | Название              | Автор(ы)                 | Длительность |
| -- | --------------------- | ------------------------ | ------------ |
| 1. | «Sinner»              | Хэлфорд, Типтон          | 6:45         |
| 2. | «Diamonds and Rust»   | Джоан Баэз               | 3:27         |
| 3. | «Starbreaker»         | Хэлфорд, Даунинг, Типтон | 4:49         |
| 4. | «Last Rose of Summer» | Хэлфорд, Типтон          | 5:37         |

| №                   | Название                          | Автор(ы)                 | Длительность |
| ------------------- | --------------------------------- | ------------------------ | ------------ |
| 5.                  | «Let Us Prey/Call for the Priest» | Хэлфорд, Даунинг, Типтон | 6:12         |
| 6.                  | «Raw Deal»                        | Хэлфорд, Типтон          | 6:00         |
| 7.                  | «Here Come the Tears»             | Хэлфорд, Типтон          | 4:36         |
| 8.                  | «Dissident Aggressor»             | Хэлфорд, Даунинг, Типтон | 3:07         |
| Общая длительность: | Общая длительность:               | Общая длительность:      | 40:36        |

| №                   | Название | Автор(ы)                 | Длительность |
| ------------------- | --- | ------------------------ | ------------ |
| 9.                  | «Race with the Devil» (кавер-версия песни группы The Gun, записана в ходе подготовки альбома Stained Class) | Эдриан Гурвиц            | 3:06         |
| 10.                 | «Jawbreaker» (концертное исполнение в Лонг-Бич Арена, Калифорния, 5 мая 1984 года)                          | Хэлфорд, Даунинг, Типтон | 4:02         |
| Общая длительность: | Общая длительность:                                                                                         | Общая длительность:      | 47:44        |

## Участники записи
- Роб Хэлфорд — ведущий вокал
- Кей Кей Даунинг — гитара
- Гленн Типтон — гитара (кроме «Here Come the Tears» и «Let Us Prey»), фортепиано (в «Here Come the Tears»), аранжировки (в «Diamonds and Rust»), орга́н (в «Let Us Prey»)
- Иэн Хилл — бас-гитара
- Саймон Филлипс — ударные